# Thelaira claripennis
Thelaira claripennis är en tvåvingeart som beskrevs av Robineau-desvoidy 1863. Thelaira claripennis ingår i släktet Thelaira och familjen parasitflugor.
Artens utbredningsområde är Frankrike. Inga underarter finns listade i Catalogue of Life.